# Список скандинавських богів
| - Бальдр — син Одіна; - Біль — втілення часу; - Брагі — бог красномовства, мудрості і поезії; - Бюґґвір — слуга Фрейра; - Валі — бог помсти; - Вар — богиня чесності; - Ве — один з трьох братів-богів, які створили Мідгард; - Відар — бог помсти; - Вілі — один з перших Асів, брат Одіна та Ве, разом з якими створив Землю; - Вьор — богиня мудрості і яснобачення; - Геймдалль — охоронець богів та світового дерева; - Гель — богиня підземного світу; - Герд — дуже красива крижана велетунка та володарка всіх рік, озер та водоспадів; - Гермод — посланець Одіна; - Гірроккін — велетка, яка зіштовхнула корабель Рінгхорн у море; - Гед — один з асів; - Генір — бог з-посеред асів; - Глін — служниця та супутниця Фріґґ; - Г'юкі — бог, втілення часу; - Гевйон — богиня плодючості; - Ґна — богиня трансформації; - Деллінґ — один з другорядних асів; - Ейр — богиня цілитильства; - Ідунн — богиня вічного оновлення; - Ільм — богиня в скальдичних кенінгах; - Йорд — жінка-йотун, матір Тора, "божественна земля" - Квасір — істота, яка виникла зі слини асів та ванів - Лодур — бог, що наділив перщих людей кров'ю та рум'янцем; - Локі — бог хитрості, підступності , обману і вогню; - Лофн — богиня поблажливості; | - Маґні — син Тора, ім'я якого означає «Величний», спадкоємець Мйольніра після Рагнарьоку; - Мейлі — син Одіна, «Прекрасний»; - Мімір — велетень, який охороняє джерело мудрості; - Моді — син Тора, «Хоробрий»; - Нанна — є богинею із клану Асів в скандинавській міфології; - Ньйорд — бог з групи ванів; - Ньєрун — богиня, дружина-сестра Нйорда; - Нотт — богиня ночі; - Од — смертний; - Одін (Вотан) — верховний бог; - Ран — богиня моря; - Рінд — богиня-велетка, яка народила від Одіна Валі; - Сіґюн — богиня, дружина Локі; - Сіф — дружина Тора, «богиня з золотим волоссям»; - Сьйофн — богиня кохання; - Скаді — богиня войовниця; - Соль — бог сонця - Снотра — богиня мудрості; - Тор (Тунар) — бог непохитної вірності і трона, надійний захисник богів і людства; - Труда — богиня, дочка Тора і Сіф, можливо, валькірія; - Тюр (Тіу) — бог закону; - Улль — також бог закону; - Форсеті — бог правосуддя; - Фрейр — брат-близнюк Фрей; - Фрея — богиня родючості; - Фрігг — вона протегує любові, шлюбу, домашньому вогнищу, дітородінню; - Фулла — вірна служниця Фрігге. |